# マルクス・フルウィウス・ノビリオル (紀元前189年の執政官)
マルクス・フルウィウス・ノビリオル（ラテン語: Marcus Fulvius Nobilior）は、共和政ローマ中期のプレプス（平民）出身の政務官。紀元前189年に執政官（コンスル）を務め、アエトリア戦争（en、紀元前191年 – 紀元前189年）を戦った。

## 生涯

### 出自
ノビリオルはプレプスのフルウィウス氏族の出身である。フルウィウス氏族は紀元前4世紀の中頃にトゥスクルム（en）からローマに移住し、紀元前322年にはルキウス・フルウィウス・コルウスが氏族最初の執政官となっている。ノビリオルの父のプラエノーメン（第一名、個人名）はマルクス、祖父はセルウィウスである。父に関しては名前以外何も分かっていないが、祖父のセルウィウスは紀元前255年の執政官であるセルウィウス・フルウィウス・パエティヌス・ノビリオルと思われる。
紀元前176年の補助執政官ガイウス・ウァレリウス・ラエウィヌスは半弟である。

### 初期の経歴
ティトゥス・リウィウスは紀元前199年の護民官の名前をマルクス・フルウィウスとしている。コグノーメン（第三名、家族名）は記していないが、おそらくはノビリオルであると思われる。紀元前196年にはアエディリス・クルリスに就任、同僚はガイウス・フラミニウスであった。紀元前193年には法務官（プラエトル）に就任するが、同僚法務官はやはりフラミニウスであった。両者は属州総督としてヒスパニアに派遣され、フルウィウスはヒスパニア・キテリオル（近ヒスパニア）、ノビリオルはヒスパニア・ウルテリオル（遠ヒスパニア）を担当した。ノビリオルのインペリウム（軍事指揮権）は二度延長され、トレトゥム（現在のトレド）でケルティベリア・ウァカエイ（en）・ウェテノス（en）連合軍に大勝した。ノビリオルは紀元前191年の終わりにローマに帰還し、小凱旋式を実施している。
紀元前190年に、ノビリオルは翌年の執政官選挙に立候補した。選挙においては、全候補所の中でノビリオルのみが必要な得票数を得た。このため、ノビリオルは3人のパトリキ（貴族）候補者の中から同僚を選ぶ権利を得た。3人の候補者はマルクス・アエミリウス・レピドゥス（ノビリオルの政敵）、マルクス・ウァレリウス・メッサッラ、グナエウス・マンリウス・ウルソであったが、ノビリオルはウルソを選んだ。

### 執政官としてバルカン半島に出征
紀元前189年の執政官は、セレウコス朝シリアのアンティオコス3世と同盟したアエトリアと戦うスキピオ兄弟（スキピオ・アフリカヌスとスキピオ・アシアティクス）に代わって、東方での軍事行動を担当することとなっていた。執政官の一人はアエトリア、もう一人は小アジアでの戦闘を終結させなければならなかった。くじ引きの結果、ノビリオルはアエトリアを担当することとなった。ノビリオルは春にはバルカン半島に渡り、エピロスの同盟国のアドバイスを受けてアンブラキアを包囲した。ローマ軍は攻城兵器を使い坑道を掘削したが、街の防御は固く頑強に抵抗した。最終的に講和交渉が開始され、アテナイとアタマニア（en）のアミナンデル王が仲裁を行った。締結された条約では、アエトリア同盟は賠償金200タレントを直ちに支払い、300タレントを6年間で支払うこととなった。加えて、アエトリアが同盟を継続することは禁止され、ローマに降伏するかあるいは友好関係にある都市を併合することも禁止された。
アンブラキアは略奪は免れたが、ノビリオルは彫刻と絵画は奪い去った。アンブラキアは一時ピュロスが首都にしていた街であったため、美術品の数は多かった。その後ノビリオルはケファロニア島に上陸した。多くの都市は戦うことなく降伏したが、サマは翌年初めまで4ヶ月間抵抗した。降伏前にノビリオルは選挙のために一旦ローマに戻ったが、マルクス・アエミリウス・レピドゥスの執政官就任を再度阻止した。その後ペロポネソス半島に渡り、スパルタとアカイア同盟との会議に臨んだ。
紀元前187年、ノビリオルの政敵であるレピドゥスが執政官に就任した。もう一人の執政官は元同僚のガイウス・フラミニウスであった。アンブラキアの外交使節は、戦争の責任、残虐行為と略奪でノビリオルを訴えていたが、レピドゥスはこれを支援した。フラミニウスはノビリオルの側に立ったが、元老院はノビリオルが持ち出した資産をアンブラキアに返却するように求めた。ノビリオルはローマに戻り、自信の勝利に対する凱旋式を求めた。護民官の一人のマルクス・アブリウスは、その時にローマを離れていたレピドゥスが戻るのを待つべきとした。しかしもう一人の護民官であるティベリウス・センプロニウス・グラックスはノビリオルを支持した。結果としてノビリオルは凱旋式実施を認められ、またローマの主神ユーピテルを讃える競技会を実施した。
アエトリア戦争での彼の友人はローマ詩の父といわれるクイントゥス・エンニウスであり、ノビリオルの勝利を詩で讃えている。

### 監察官
ノビリオルは、ローマのノビレス（支配層）としての経歴を完全なものとするため、紀元前184年の監察官（ケンソル）選挙に立候補した。プレプス4人を含む9人が立候補し、激しい選挙戦が戦われた。プレプスの立候補者は、ノビリオル、カト、ティベリウス・センプロニウス・ロングス、マルクス・センプロニウス・トゥディタヌスであった。最も当選の可能性が高いと思われたのは、前年のスキピオ兄弟に対する訴訟で有名になったカトとルキウス・ウァレリウス・フラックス（パトリキ候補者）のコンビであった。他の候補者達は協力するようになったが、結局はカトとフラックスが当選した。
しかし、ノビリオルは5年後の監察官選挙に当選し、彼の政敵であったレピドゥスと共に紀元前179年の監察官に就任した。クィントゥス・カエキリウス・メテッルス（紀元前205年の執政官）が両者を和解させ、その後両者は自生的に行動した。レピドゥスは元老院筆頭となった。両監察官は多数の新しい義務と税金を導入し、投票手続きを変更し、多くの小さな聖域を公共の場に戻した。大規模な建設工事が開始された。特にノビリオルはティブル川（テヴェレ川）に桟橋を作り、後にスキピオ・アエミリアヌスとルキウス・ムンミウスが完成させる橋の基礎を作った。さらに、希望の神殿、アポロ神殿、フォルム・ロマヌムの北側にフルウィウスのバシリカを建設した。
ノビリオルのその後に関しては不明である。おそらくは紀元前179年から長くない時期に没したと思われる。

### 子孫
ノビリオルには二人の息子がいた。一人は紀元前159年に執政官を務めたマルクス・フルウィウス・ノビリオル、もう一人は紀元前153年の執政官であるクィントゥス・フルウィウス・ノビリオルである。

## 参考資料

### 古代の資料
- セクストゥス・アウレリウス・ウィクトル『ローマ名士列伝』
- カピトリヌスのファスティ
- ティトゥス・リウィウス『ローマ建国史』
- オロシウス『異教徒に反駁する歴史』
- ポリュビオス『歴史』

### 研究書
- Broughton, T. R. S. (1951). The Magistrates of the Roman Republic Vol.1. American Philological Association
- Kvashnin V. "State and legal activity of Marc Portia Cato the Elder" - Vologda: Russia, 2004. - 132 p.
- Münzer F. "Fulvius" // Paulys Realencyclopädie der classischen Altertumswissenschaft . - 1910. - Bd. VII, 1. - Kol. 229.
- Münzer F. "Fulvius 91" // Paulys Realencyclopädie der classischen Altertumswissenschaft . - 1910. - Bd. VII, 1. - Kol. 265-267.